# Епархия Фушуня
 Епархия Фушуня  (лат. Dioecesis Fuscioenensis) — епархия Римско-Католической церкви с центром в городе Фушунь, Китай. Епархия Фушуня входит в митрополию Шэньяна. С 1946 года кафедра епархии Фушуня является Sede vacante.

## История
4 февраля 1932 года Римский папа Пий XI выпустил бреве «Admonet Nos», которым учредил апостольскую префектуру Фушуня, выделив её из архиепархии Шэньяна.
3 февраля 1940 года апостольская префектура Фушуня была преобразована в апостольский викариат.
11 апреля 1946 года Римский папа Пий XII издал буллу «Quotidie Nos», которой преобразовал апостольский викариат Фушуня в епархию.

## Ординарии епархии
- Raymond Aloysius Lane (14.04.1932 — 7.08.1946)
  - Sede vacante с 7.08.1946 года по настоящее время

## Источник
- Annuario Pontificio, Libreria Editrice Vaticana, Città del Vaticano, 2003, ISBN 88-209-7422-3
- Бреве Admonet Nos, AAS 24 (1932), p. 296
- Булла Quotidie Nos, AAS 38 (1946), p. 301 (лат.)